# پارینه‌سنگی زبرین
| تقسیم‌بندی سه‌گانه اعصار |                         |           |          |
| عصر تاریخی             |                         |           |          |
| دوره لا تن             | دوره لا تن              |           | نیاتاریخ |
| دوره هالشتات           |                         |           | نیاتاریخ |
| عصر آهن                |                         |           | نیاتاریخ |
| پسین                   |                         |           | نیاتاریخ |
| میانه                  |                         |           | نیاتاریخ |
| پیشین                  |                         |           | نیاتاریخ |
| عصر برنز               |                         |           | نیاتاریخ |
| دوران نوسنگی           | عصر مس                  |           | نیاتاریخ |
| دوران نوسنگی           | نوسنگی با سفال          | پیشاتاریخ |          |
| دوران نوسنگی           | نوسنگی پیش از سفال ب    | پیشاتاریخ |          |
| دوران نوسنگی           | نوسنگی پیش از سفال آ    | پیشاتاریخ |          |
| میان‌سنگی               | میان‌سنگی، فراپارینه‌سنگی | پیشاتاریخ |          |
| پارینه‌سنگی             | پسین                    | پیشاتاریخ |          |
| پارینه‌سنگی             | میانه                   | پیشاتاریخ |          |
| پارینه‌سنگی             | پیشین                   | پیشاتاریخ |          |
| عصر سنگ                |                         | پیشاتاریخ |          |

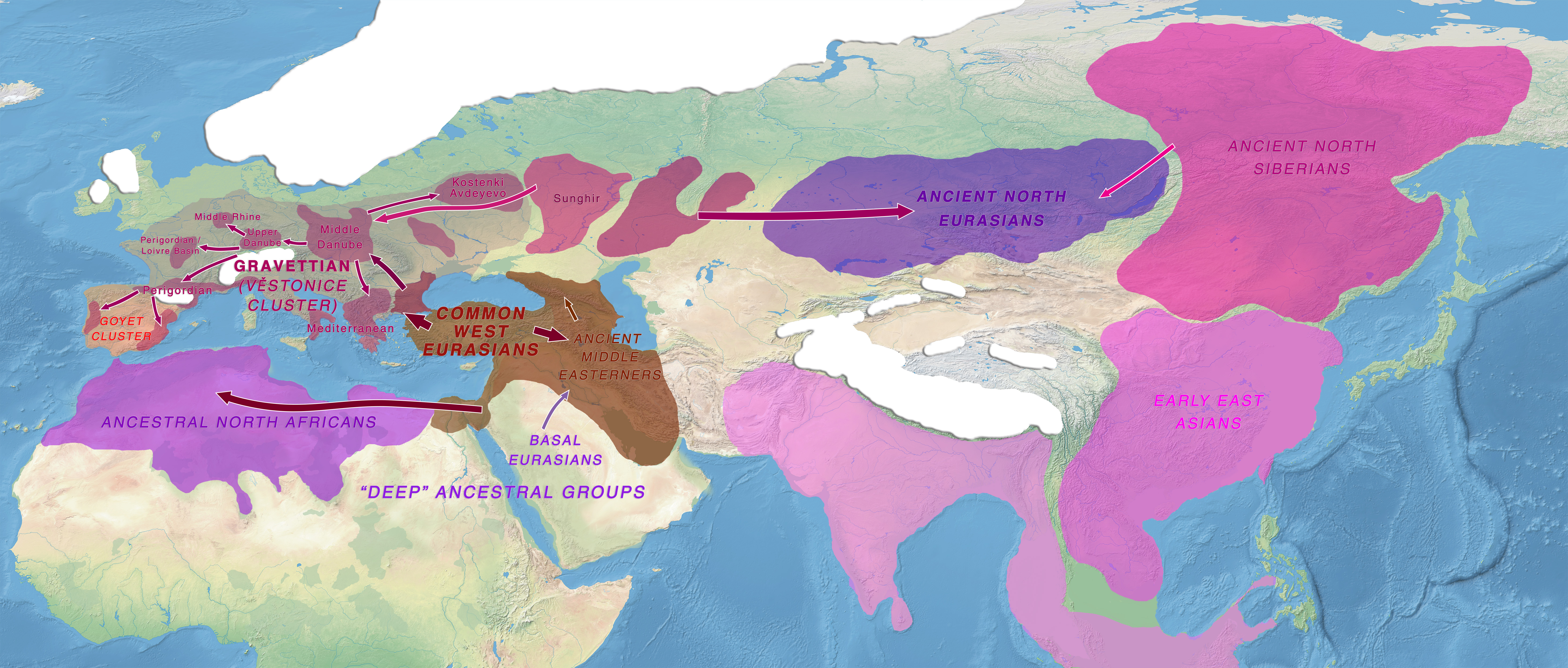
عصر پارینه سنگی

پارینه‌سنگی زبرین،  پارینه سنگی پسین یا عصر سنگ پسین (Upper Paleolithic یا Late Stone Age) سومین بخش از عصر پارینه‌سنگی است که از حدود ۵۰ هزار سال تا ۱۰ هزار سال پیش رخ داده‌است. پایان پارینه‌سنگی زبرین هم‌زمان با تغییرات زمین شناختی خاتمه پلیستوسن و آغاز هولوسن است. این دوره تقریباً دربردارنده عصر تجدد رفتاری (Behavioral modernity) انسان خردمند است. در این دروه انسان خردمند در سراسر اوراسیا و استرالیا گسترش می‌یابد و همزمان انقراض نئاندرتال‌ها رخ می‌دهد. در اواخر این دوره، انسان وارد قاره آمریکا می‌شود.
در دیرین‌مردم‌شناسی و باستان‌شناسی دوره‌ای است که از تقریباً ۴۰۰۰۰ سال پیش آغاز می‌شود و طی آن ابزارهای سنگی و چوبی تخصصی‌تر و پیچیده‌تری ساخته و فرهنگ‌های گوناگونی ایجاد می‌گردد. این دوره تا پایان آخرین عصر یخبندان در حدود ۱۰ هزار سال پیش ادامه می‌یابد. تحول فرهنگی این دوره را به گسترش انسان خردمند در اوراسیا نسبت می‌دهند. این تحول انسان شناختی بین ۵۰ هزار تا ۴۰ هزار سال پیش رخ داده‌است. پراکندگی وسیع انسان خردمند، مستقیم یا غیرمستقیم، بر افول فرهنگ دیرپای نئاندرتال‌ها مؤثر بوده‌است. وضعیت انسان خردمند در منطقه زاگرس در ایران در توضیح این گذار از پارینه‌سنگی میانی به پسین در آسیای جنوب‌غربی اهمیت مطالعاتی زیادی دارد.
در آفریقا، توسعه ابزارهای تیغه‌ای چند هزاره زودتر رخ داده بود و مرز پارینه‌سنگی میانی و پارینه‌سنگی پسین واضح نیست. پارینه‌سنگی پسین، به‌طور خاص، محدود به اروپا و تا حدی غرب آسیا و شمال شرق آفریقا می‌شود. طی این تحول ساخت تیغه‌ها (blade) و (burin) سنگی و استخوانی جایگزین تراشه‌های سنگی موستری شد. همچنین زمان‌بندی در بهره‌برداری از منابع و احتمالاً فرایند ذخیره‌سازی گوشت پدیدار شد. همچنین، اشیا و نگاره‌های تزیینی ایجاد شد و مواد خام همچون سنگ و عاج در مسافت‌های طولانی تجارت می‌شد که نشان دهنده پیدایش جوامعی با سازماندهی پیچیده‌تر بود. ساخت مجسمه، نقاشی، حجاری و دیگر شیوه‌های ابداع نمادها آغاز شد. بعد از ۲۰ هزار سال پیش، در خاتمه این دوره ساخت ابزارهای ریزتراشه ای(microlithic) توسعه یافت و تمرکز بر منابع در ابعاد کوچک شکل گرفت.